# سیمان

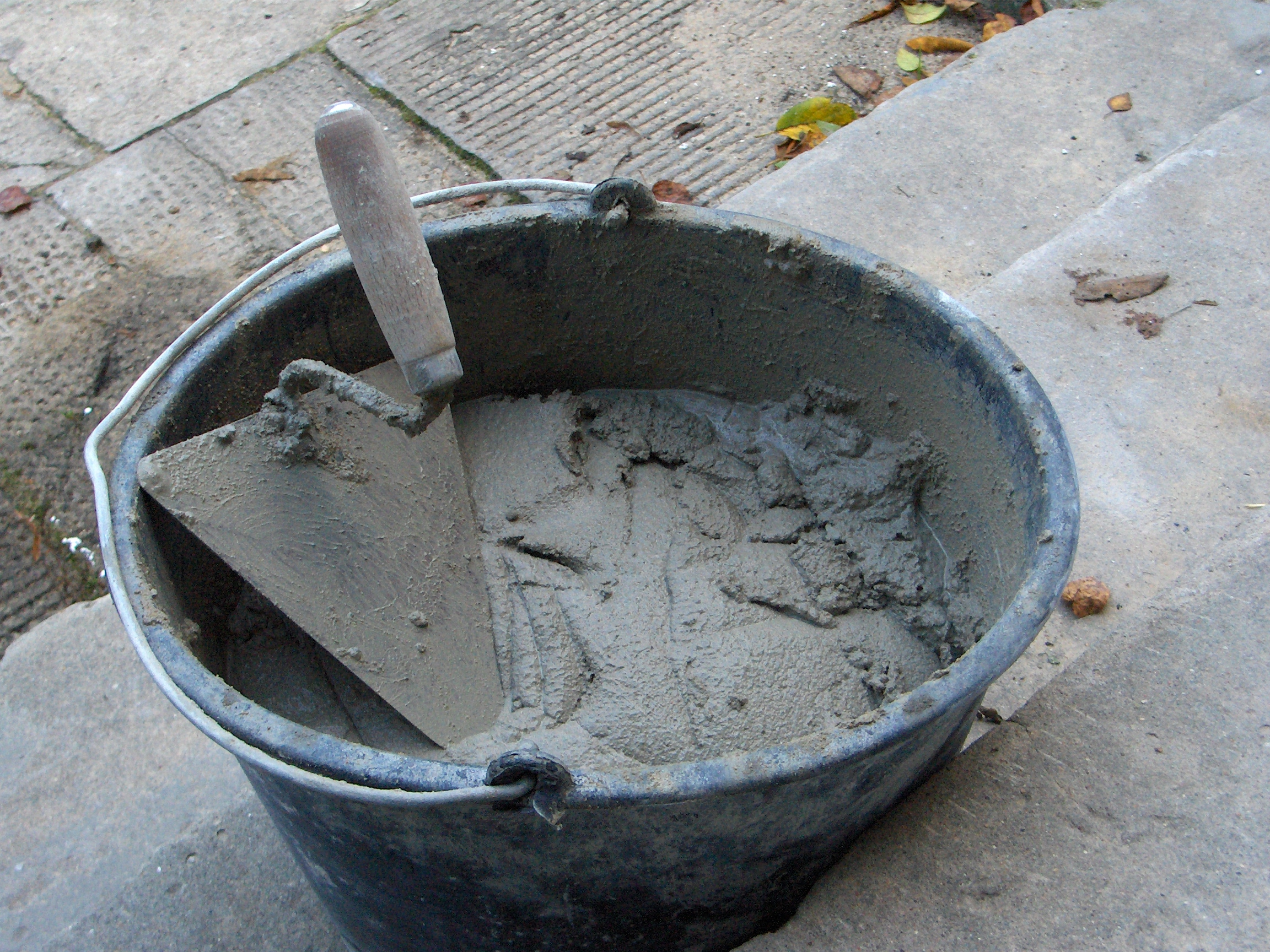
یک سطل حاوی ملات سیمانی

سیمان (به فرانسوی: Ciment) ماده‌ای است که روی سطح اجسام جامد اعمال می‌شود تا آنها را محکم به هم بچسباند یا به عبارت دقیق‌تر، ماده پودری است که پس از مخلوط شدن با آب، به حالت نرم و خمیری درآمده (که پس از خشک شدن سفت می‌شود) و برای چسباندن سنگ‌ها، آجرها، بلوک‌ها و غیره در ساخت‌وساز استفاده می‌شود. سیمان می‌تواند به عنوان مواد چسبنده‌ای تعریف شود که قادر است قطعات یا توده‌های مواد جامد را به یکدیگر متصل کرده و یک کل فشرده ایجاد کند. چنین تعریفی شامل تعداد زیادی از مواد بسیار متفاوت است که اشتراکات کمی با یکدیگر دارند، اما معمولاً منظور از سیمان، ماده‌ای است که می‌تواند حالت خمیری پیدا کرده و از آن برای چسباندن آجر، بلوک، و سنگ‌ها به یکدیگر استفاده می‌شود. از آنجایی که جزء غالب در اکثر این مواد، ترکیبات آهکی است، منظور از سیمان، معمولاً «سیمان‌های آهکی» است. طبق تعریف مونومری مانند متیل متاکریلات می‌تواند سیمان خوانده شود که در محل پلیمریزه و سخت می‌شود و بیشتر در ایالات متحده از آن برای وصله زدن و تعمیر جاده‌ها استفاده می‌شود، با این حال، استفاده از این چنین مواد گران‌قیمتی در مقایسه با استفاده از سیمان‌های معدنی، که سیمان پرتلند برترین آنهاست، بسیار محدود است.
سیمان پرتلند یک ماده کلسینه شده متشکل از آهک و سیلیکات است که با ماسه و سنگ مخلوط می‌شود و پس از هیدراته شدن، یک ماده خمیری تشکیل می‌دهد که سفت شده و به یک ماده سنگ‌مانند تبدیل می‌شود. استفاده از سیمان پرتلند در مهندسی عمران و ساختمان سازی به قدری گسترده‌است که معمولاً منظور از سیمان، سیمان پرتلند است.
سیمان‌ها را می‌توان به سیمان‌های هیدرولیک و غیر هیدرولیک تقسیم کرد. سیمانی که پس از سفت شدن حتی زمانی که در زیر آب نگهداری می‌شود، استحکام آن افزایش می‌یابد، هیدرولیک نامیده می‌شود. سیمان غیر هیدرولیک در شرایط مرطوب یا زیر آب سفت نمی‌شود. بلکه در هنگام خشک شدن سفت می‌شود و با دی اکسیدکربن موجود در هوا واکنش می‌دهد. پس از سفت شدن در برابر حمله مواد شیمیایی مقاوم است.
تولید جهانی سیمان حدود چهار میلیارد تن در سال است که حدود نیمی از آن ساخت چین است. اگر صنعت سیمان یک کشور بود، سومین تولیدکننده دی‌اکسید کربن در جهان با ۲٫۸ میلیارد تن بود که تنها چین و ایالات متحده از آن پیشی می‌گرفتند. واکنش کلسینه اولیه در تولید سیمان مسئول حدود ۴٪ انتشار جهانی CO2 است. فرایند کلی مسئول حدود ۸٪ از انتشار جهانی CO2 است، زیرا کوره سیمانی که در آن واکنش رخ می‌دهد معمولاً توسط زغال‌سنگ یا کک نفتی به دلیل شعله قوی مورد نیاز برای گرم کردن کوره توسط انتقال حرارت تابشی کار می‌کند.
پیش‌بینی می‌شود اندازه بازار جهانی سیمان تا سال ۲۰۲۵ به ۶۸۲٫۳ میلیارد دلار برسد. سیمان سبز یک جایگزین سازگار با محیط زیست برای سیمان سنتی است که می‌تواند انتشار کربن در سایت‌های ساختمانی را تا ۴۰ درصد کاهش دهد. انتظار می‌رود اندازه بازار جهانی سیمان سبز تا سال ۲۰۲۴ به ۳۷٫۷۵ میلیارد دلار برسد.

## تاریخچه سیمان
سیمان یا سمنت واژه‌ایست که از لغت سمنتوم رومی گرفته شده و قدمت آن به پیش از میلاد می‌رسد. مصرف آن در ساختمان پانتئون شهر رم واقع در ایتالیا که مربوط به ۲۷ سال قبل از میلاد است، دیده شده‌است.
در ساختمان گنبد این بنا که ۴۳ متر قطر دارد، مخلوطی از خرده‌سنگ و آهک پخته به کار رفته‌است.
ولی کشف سیمان به شکل امروز مربوط است به یک نفر بنای انگلیسی بنام ژوزف اسپدین که از پختن آهک و خاک رس در حرارت بالا و آسیاب کردن آن موفق شد ابتدایی‌ترین نوع سیمان را کشف نموده و آن را در تاریخ ۲۱ اکتبر ۱۸۲۴ به نام خود در انگلستان ثبت نماید و نام محصول به دست آمده را سیمان پرتلند گذاشت. علت این نامگذاری همان‌طور که گفته شد آن است که سیمان از سمنتوم رومی گرفته شده‌است و پرتلند نام جزیره‌ایست در انگلستان که رنگ سیمان پس از سخت شدن به رنگ سنگ‌های ساحلی این جزیره در می‌آید، به همین دلیل نام پرتلند را به دنبال سیمان برای آن انتخاب نموده‌اند. البته قبل از ژوزف اسپدین، اشخاص دیگری در فرانسه و انگلستان از پختن خاک رس و سنگ آهک مصالح مشابهی به دست آوردند ولی هیچ‌کدام کار خود را دنبال نکرده و محصول خود را به ثبت نرساندند، ژوزف اسپدین نخستین شخصی بود که سیمان را در اوایل قرن نوزدهم در انگلستان به ثبت رسانده و آن را ابتدا برای ساخت فانوس دریایی مورد استفاده قرار داد.

### تاریخ علم سیمان
قرون ۱۸ و ۱۹ زمان کشف بسیاری از پدیده‌ها بود و توجه زیادی به پدیده‌های علمی و طبیعی توسط دانشمندان و محققین می‌شد. یکی از پدیده‌هایی که مورد توجه زیادی بود گیرش و سخت شدن ملات‌ها بود. از جمله این مواد، خواص هیدرولیکی ملات‌ها بود که در سال ۱۷۵۶ توسط «جان اسمیتون» انگلیسی کشف گردید.
نامبرده به خواص مهم ترکیبات موجود در خاک رس، گیرش هیدرولیک و خاصیت سخت شدن این ترکیبات پی برد. این اکتشاف در پی تحقیقات او برای ربودن جایزه مسابقه‌ای بود که تحت عنوان بهترین ملات جهت تجدید بنای «فانوس دریایی ادی استون» مطرح شده بود و اسمیتون طی تحقیقات خود متوجه شد که بهترین ملات از پختن نوعی سنگ آهک به دست می‌آید که در آن مخلوط سنگ، مقداری خاک رس نیز وجود داشته باشد. دنبال کردن این کشف توسط آقایان هیگینز و پارکر سرنخ اکتشافات بعدی بود تا اینکه اولین اقدام بشر در زمینه تهیه مخلوط مصنوعی از سنگ آهک و خاک رس برای تهیه سیمان آبی به نام آقای ویکت فرانسوی ثبت شد. اما نهایتاً افتخار نهایی نصیب آجرچین انگلیسی به نام جوزف اسپیدین شد. او موفق شد از پختن مخلوطی از سنگ آهک و خاک رس (به نسبت متفاوت و به صورت دوغاب) در درجه حرارت بالا به نوعی آهک آبی فوق‌العاده جالب دست یابد که نام آن را سیمان پرتلند گذاشت و در ۲۱ اکتبر ۱۸۲۴ سیمان ساخته شده خود را به ثبت رسانده و لوح تقدیر از جرج چهارم دریافت کند.
علت این نامگذاری هوشیارانه شباهت خیلی زیاد رنگ آن با نوعی سنگ آهک موجود در جزیره پرتلند انگلیس است. سیمان ساخته شده او واقعاً بهتر و عالی‌تر از تمام سیمان‌های قبلی بوده و دارای مقاومت بیشتری بود. به همین علت از آن در ساخت پارلمان جدید انگلستان که از سال ۱۸۴۰ تا ۱۸۵۲ طول کشید، استفاده گردید. بدین ترتیب بشر وارد عصر تولید صنعتی سیمان شد و برای اولین بار در تاریخ صنعتی، نخستین مؤسسه استاندارد تولید توسط تولیدکنندگان سیمان در کشور آلمان به وجود آمد؛ لذا سیمان اولین محصول صنعتی است که دارای استاندارد تولید شده‌است.
تولید صنعتی سیمان پرتلند از اوایل قرن ۱۹ با کوره‌های دارای ۵تن ظرفیت در هفته که کاملاً شبیه به کوره‌های آهک‌پزی بوده شروع و به مرور هماهنگ با افزایش تقاضا برای این کالای معجزه‌گر ابداعاتی در ساختمان کوره‌ها و نحوه تولید صورت گرفت. بالاخره با ابداع کوره‌های دوار، قدم عظیمی در جهت پاسخگویی به بازار مصرف برداشته شد. ثمره ۸۰ سال کار و استفاده از تکنولوژی دوار سیمان منتهی به ساخت کوره‌هایی با ظرفیت ۱۰۰٫۰۰۰ تن کلینکر در روز شده‌است. اکنون هزاران کوره در کلیه نقاط دنیا هر جا که معادن سنگ آهک و خاک‌رس وجود داشته باشد، مشغول به تولید سیمان است.

### تاریخ تولید سیمان در ایران
اینکه از چه تاریخی مصرف سیمان در ایران باب شده‌است چندان مشخص نیست ولی آنچه که مسلم است ورود سیمان به ایران توسط خارجی‌ها بوده‌است که از آن برای ساختن بناهایی نظیر کلیساها و سفارتخانه‌ها و تأسیسات بندری استفاده شده‌است.
با شروع قرن ۱۴ هجری شمسی سرعت گسترش کارهای زیربنایی، همزمان با تحولات صنعتی جهانی آنچنان گسترده‌است که کیفیت و کمیت محصولات سنتی ساختمانی جواب‌گوی نیازها نبوده‌است و خصوصاً با شروع احداث راه‌آهن سراسری ضرورت استفاده از سیمان جهت ساخت پل‌ها و تونل‌ها و ایستگاه‌ها کاملاً محسوس‌تر گشت.
از آنجایی که سیمان کالایی ارزان قیمت و سنگین‌وزن است و مصرف آن وقتی مقرون به صرفه است که محل تولید و مصرف، حتی‌الامکان نزدیک به یکدیگر باشند، لذا پس از مدتی که سیمان وارد می‌شد تصمیم بر این شد که با توجه به وفور مواد اولیه سیمان در ایران، از محل عواید حاصل از قند و شکر اقدام به تأسیس یک کارخانه ۱۰۰تنی (روزانه) سیمان بشود. در سال ۱۳۱۰ این تصمیم شروع به عمل شده و مطالعات اولیه زمین‌شناسی منجر به انتخاب محلی واقع در ۷ کیلومتری جنوب تهران آن زمان و در کنار کوه بی‌بی‌شهربانو گردید. کار احداث این واحد با سرمایه ۸ میلیون ریالی در بهمن‌ماه ۱۳۱۲ به پایان رسیده و بلافاصله بهره‌برداری از آن آغاز گردید. (تقریباً ۵۰ سال پس از ژاپن، ۶۰ سال پس از آمریکا، ۷۰ سال پس از آلمان و ۱۰۰ سال بعد از انگلیس).
با گذشت زمان و فزونی تقاضا برای این محصول، نیاز به کارخانه‌های دیگر معلوم و آشکار شد؛ لذا در تاریخ ۱۳۱۴ کارخانه دیگری با ظرفیت روزانه ۲۰۰ تن خریداری و در سال ۱۳۱۵ در جوار کارخانه قبلی عملیات ساختمانی آن شروع و در سال ۱۳۱۶ بهره‌برداری از واحد دوم آغاز شد. شاید لزومی به گفتن ندارد که رکن اصلی هر بنایی سیمان و خواص معجزه آسای آن می‌باشد و هیچ سازه و بنایی بدون وجود سیمان قابل تصور هم نیست.

## فرایند تولید و انواع مختلف

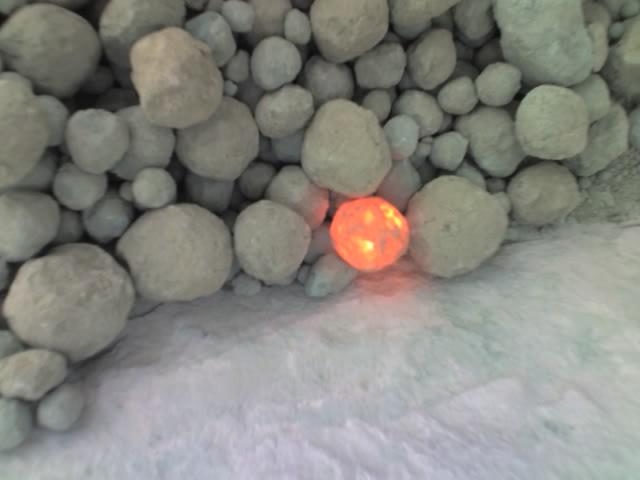
کلینکر داغ پس از خروج از کوره.

### سیمان پرتلند
برای تولید سیمان پرتلند، سنگ آهک (کربنات کلسیم) و سایر مواد که حاوی نسبت‌های مناسبی از موادی حاوی اکسیدهای کلسیم، سیلیسیم، آلومینیوم و آهن باشند، خرد و آسیاب می‌شوند تا به یک پودر خام آرد مانند تبدیل شوند. این مواد در یک کوره یا کیلن (Kiln) گرم می‌شوند، تا ابتدا کربنات کلسیم با آزاد کردن دی اکسیدکربن به اکسید کلسیم تجزیه گردد و سپس اکسید کلسیم را با اجزای دیگر واکنش دهد تا سیلیکات‌های کلسیم و آلومینات‌ها تشکیل شوند که در دماهای سوزاننده‌ای تا ۱۴۵۰ درجه سلسیوس تا حدودی ذوب می‌شوند. محصولاتِ واکنش، از کوره به شکل مواد گلوله‌ای تیره‌ای خارج می‌شوند که به آنها کلینکر (clinker) می‌گویند. کلینکر در نهایت با نسبت کمی از گچ (برای کنترل سرعت هیدراتاسیون) آسیاب می‌شود و محصولی ریز به دست می‌آید که به آن سیمان می‌گویند.
ترکیب سیمان پرتلند از کارخانه‌ای به کارخانه دیگر به دلیل مشخصات سیمان و کانی‌شناسی مواد موجود متفاوت است. با این حال، به‌طور کلی، یک مخلوط یوتکتیک به دنبال آن است که گرمای ورودی مورد نیاز برای کلینکرینگ و هزینه کل مواد خام را به حداقل برساند و در عین حال سیمانی با عملکرد قابل قبول تولید کند. تجزیه و تحلیل تقریبی برای مخلوط خام بر اساس احتراق، یا برای کلینکر، عبارت است از:
| نام                  | نماد شیمیایی | درصد تقریبی  |
| اکسید کلسیم          | CaO          | ۶۵ الی ۶۸٪   |
| سیلیسیم دی‌اکسید      | SiO2         | ۲۰ الی ۲۳٪   |
| اکسید آلومینیوم(III) | Al2O3        | ۴ الی ۶٪     |
| اکسید آهن(III)       | Fe2O3        | ۲ الی ۴٪     |
| اکسید منیزیم         | MgO          | الی ۵۱٪      |
| اکسید منگنز(III)     | Mn2O3        | ۰٫۱ الی ۳٪   |
| تیتانیوم دی‌اکسید     | TiO2         | ۰٫۱ الی ۱٪   |
| گوگرد تری‌ اکسید      | SO3          | ۰٫۱ الی ۲٪   |
| اکسید پتاسیم         | K2O          | ۰٫۱ الی ۱٪   |
| اکسید سدیم           | Na2O         | ۰٫۱ الی ۰٫۵٪ |

ASTM International، که قبلاً به عنوان انجمن آمریکایی آزمایش و مواد شناخته می‌شد، یک سازمان استاندارد بین‌المللی است که استانداردهای فنی اجماع داوطلبانه را برای طیف گسترده‌ای از مواد، محصولات، سیستم‌ها و خدمات توسعه و منتشر می‌کند. در استاندارد فنی ASTM C150 مشخصات فنی استاندارد سیمان پرتلند آمده‌است. این مشخصات هشت نوع یا تیپ سیمان پرتلند را شامل می‌شود: نوع I، نوع IA، نوع II، نوع IIA، نوع III، نوع IIIA، نوع IV و نوع V.
| نوع سیمان پرتلند | کاربرد |
| ---------------- | --- |
| I                | پرتلند معمولی - محصول استانداردی که مدت‌هاست بدون محدودیت در نسبت اکسیدهای اصلی (CaO, SiO2، Al2O3، Fe2O3) استفاده می‌شود که به آن سیمان پرتلند معمولی نیز گفته می‌شود. |
| II               | پرتلند اصلاح‌شده (دارای حرارت آب‌بندی کمتر و مقاومت بیشتر در برابر یون کلر و مقاومت متوسط در برابر سولفات‌ها) |
| III              | پرتلند زودگیر (دارای استحکام اولیه بالا) این نوع سیمان زودگیر بوده دارای مقاومت اولیهٔ زیادی است مقاومت سه روزهٔ آن معادل ۷ روزهٔ نوع ۱ است. در جاهایی که بخواهند به زودی از ساختمان بهره‌برداری کنند یا زودتر از موعد مقرر احتیاج به قالب برداری باشد یا برای بتن ریزی در هوای سرد از آن استفاده می‌کنند، زیرا این سیمان هنگام گرفتن گرمای بیشتری نسبت به نوع۱ پس می‌دهد. |
| IV               | پرتلند با گرمازایی کم (دارای گرمای هیدراتاسیون پایین) این نوع سیمان به سیمان (کند گیر) معروف است. حتی از نوع۲ هم کمتر حرارت تولید می‌کند و دیر گیرتر از انواع دیگر است. این سیمان در بتن ریزی‌های حجیم مانند سدهای وزنی مصرف می‌شود. |
| V                | پرتلند مقاوم در برابر سولفات (دارای مقاومت خوب در برابر سولفات‌ها) این نوع سیمان به سیمان ضد سولفات نیز معروف است و در سازه‌های دریایی و زمین‌های سولفات دار مصرف می‌گردد ولی در برابر یون کلر به شدت ضعیف است. مقاومت این سیمان در زمان طولانی تری نسبت به نوع۱ به دست می‌آید و گرما زایی کم تری نیز دارد.                                                               |
| IA               | نوع ۱ به همراه عامل هوادهنده |
| IIA              | نوع ۲ به همراه عامل هوادهنده |
| IIIA             | نوع ۳ به همراه عامل هوادهنده |

### سیمان پرتلند تزئینی

#### سیمان پرتلند سفید
سیمان‌های پرتلند تزئینی مانند سیمان سفید نقش زیبایی شناختی مهمی در ایجاد جذابیت بیشتر سطوح بتنی در معرض دید مانند ساختمان‌ها، پل‌ها و استخرها برای محیط دارند. پرکاربردترین سیمان تزئینی سیمان پرتلند سفید است. برای به دست آوردن بتن سفید یا روشن، به خصوص سنگدانه‌های شن و سنگ سفید یا روشن مورد نیاز است. همانند بتن معمولی، عملکرد و دوام مناسب تنها در صورتی حاصل می‌شود که بتن با استفاده از تمرین خوب محل قرار داده شود و به درستی متراکم شود. ساخت سیمان پرتلند سفید به مواد اولیه مناسب و با دقت انتخاب شده و فرآوری خاصی نیاز دارد تا از آلودگی در حین تولید جلوگیری شود که بر سفیدی محصول تأثیر منفی می‌گذارد.
ساخت سیمان پرتلند سفید به مواد اولیه مناسب و با دقت انتخاب شده و فرآوری خاصی نیاز دارد تا از آلودگی در حین تولید جلوگیری شود که بر سفیدی محصول تأثیر منفی می‌گذارد. رنگ خاکستری سیمان پرتلند معمولی عمدتاً به دلیل محتوای اکسید آهن ایجاد می‌شود، بنابراین باید در سیمان پرتلند سفید تا حد امکان پایین نگه داشته شود. مواد اولیه برای تولید سیمان پرتلند سفید گچ یا سنگ آهک و خاک رس چینی است که به دلیل محتوای کم اکسید آهن آنها انتخاب می‌شوند. از چهار فاز اصلی سیمان پرتلند، معمولاً فقط فاز آلومینوفریت کلسیم (C4AF) اساساً رنگی است و این ماده رنگ خاکستری مشخصی را به سیمان پرتلند می‌دهد. محتوای کروم و اکسید منگنز نیز ممکن است تأثیر قابل توجهی بر رنگ سیمان پرتلند داشته باشد. به‌طور کلی، هر چه محتوای C4AF بیشتر باشد، رنگ آن خاکستری تیره‌تر است. برای سیمان پرتلند سفید لازم است که محتوای Fe2O3 به زیر ۰٫۴٪ کاهش یابد. کاهش بیشتر در زیر این سطح تنها تأثیر کمی در افزایش سفیدی دارد.
اگرچه هیچ استاندارد خاصی برای تولید سیمان سفید در اروپای غربی وجود ندارد، چنین سیمانی معمولاً برای مطابقت با الزامات استاندارد برای سیمان پرتلند معمولی یا سریع سخت شونده (مانند BS 12) تولید می‌شود. استانداردهایی برای سیمان پرتلند سفید در تعدادی از کشورها وجود دارد. اینها در Cembureau World Cement Directory طبقه‌بندی شده‌اند.

#### سیمان پرتلند رنگی
سیمان پرتلند رنگی از آسیاب کردن رنگدانه‌های مناسب با سیمان پرتلند سفید یا خاکستری معمولی تولید می‌شود. اینکار امکان تولید بتن یکنواخت تر و بادوام تری را نسبت به اختلاط ساده بتن با رنگدانه‌ها فراهم می‌کند، زیرا روش اختلاط رنگدانه در به دست آوردن رنگ یکنواخت در بتن مشکل دارد. اکثر رنگدانه‌های سیمانی غیر آلی هستند.
سیمان پرتلند رنگی (قرمز، نارنجی، زرد، سبز، آبی، سیاه و غیره) عمدتاً بر پایه سیمان پرتلند سفید با حداکثر ۱۰ درصد یا بیشتر رنگدانه افزوده شده‌است. برخی از انواع در واقع بر پایه سیمان پرتلند خاکستری معمولی هستند، اما نمی‌توان از این سیمان به‌طور رضایت بخش برای اکثر انواع سیمان رنگی استفاده کرد زیرا رنگ خاکستری همیشه نمی‌تواند به‌طور مطلوب پوشانده شود. مشخصات فنی مربوط به رنگدانه‌های مورد استفاده در سیمان در استانداردهایی مانند BS 1014 موجود می‌باشد.
رنگدانه‌های مورد استفاده نباید حاوی ترکیبات یا ناخالصی‌های دیگری مانند ترکیبات سرب یا روی باشد که بتواند بر سفت شدن و استحکام سیمان پرتلند تأثیر منفی بگذارد. برای به دست آوردن کلینکر سفید مرغوب برای سیمان سفید یا به عنوان پایه تولید سیمان رنگی، بر نقش مهم سیستم سفیدکننده کلینکر و نیاز به غنی سازی مواد اولیه سنگ آهک تأکید شده‌است.

#### رنگ‌های سیمانی
اصطلاح رنگ سیمانی به رنگ‌های مبتنی بر سیمان پرتلند با افزودن رنگدانه‌ها، پرکننده‌ها، شتاب‌دهنده‌ها و مواد دفع‌کننده آب گفته می‌شود. این رنگ‌ها به صورت پودر خشک عرضه می‌شوند و قبل از استفاده با آب مخلوط می‌شوند. برای رنگ‌های روشن‌تر از سیمان پرتلند سفید استفاده می‌شود اما برای رنگ‌های تیره می‌توان از سیمان پرتلند معمولی به عنوان پایه استفاده کرد. دی‌اکسید تیتانیوم و سولفید روی برای بهبود کدورت رنگ‌های سیمانی سفید و روشن‌تر استفاده می‌شود. سایر رنگدانه‌ها باید از نوع آهک سریع و مطابق با استانداردهای مناسب مانند BS 1014 باشند. آهک هیدراته و پرکننده‌های سیلیسی نیز گنجانده شده‌اند. کلسیم یا استئارات آلومینیوم و مواد مشابه برای بهبود کیفیت ضدآب بودن رنگ‌های بیرونی و همچنین یک تسریع کننده (معمولاً کلرید کلسیم) اضافه می‌شود تا اطمینان حاصل شود که رنگ قبل از خشک شدن سفت می‌شود.
رنگ‌های سیمانی برای مقاصد تزئینی برای ایجاد یک روکش مات و برای بهبود مقاومت در برابر نفوذ باران با بستن هر گونه شکاف ریز و مسدود کردن منافذ گسترده استفاده می‌شود. این رنگ‌ها برای استفاده در مصالح ساختمانی متخلخل مانند آجرکاری، سنگ کاری، بتن، سیمان، بلوک‌های ساختمانی، آجر و آزبست سیمان مناسب هستند، اما برای فلز، محصولات چوبی، تخته گچ یا ایزوگام مناسب نیستند. از آنجا که آنها در برابر قلیایی موجود در سیمان مقاوم هستند و اجازه می‌دهند رطوبت در دیوارها به راحتی خشک شود، برای تزئین فوری محصولات سیمانی مناسب هستند. توصیه‌هایی برای استفاده از رنگ‌های سیمانی پودری در استانداردهای مناسب مانند BS 4764 ارائه شده‌است.

### سیمان MgO
MgO در طیف وسیعی از سیمان‌ها به عنوان یکی از واکنش دهنده‌های کلیدی ظاهر می‌شود. مفهوم استفاده عمدی از MgO در بتن به دهه ۱۹۷۰ برمی‌گردد، زمانی که چینی‌ها پتانسیل این ماده را برای جبران انقباض حرارتی بتن کشف کردند. MgO برای شیمیدانان سیمان به دلیل اثرات نامطلوب آن بر پایداری ابعادی بتن شناخته شده‌است و بنابراین محتوای آن در سیمان توسط BS EN 197-1:2011 به ۵ درصد وزنی محدود شده‌است. با این حال، واکنش پذیری MgO را می‌توان طوری مهندسی کرد که به‌طور سودمندی با کاربرد نهایی پیشنهادی مطابقت داشته باشد. جزء اصلی این سیمان‌ها، یعنی MgO (یا منیزیا)، می‌تواند به تنهایی، با سایر مواد سیمانی تکمیلی (مانند خاکستر سوخت پودر شده، سرباره کوره بلند دانه بندی شده) و همچنین با سایر چسباننده‌های فعال هیدرولیکی (مانند سیمان پرتلند) استفاده شود. اگرچه MgO، به عنوان یک اکسید فلزی ساده، یک ترکیب نسبتاً ساده است، اما ویژگی‌های فیزیکی و شیمیایی آن چنین نیست. در دسترس بودن جهانی MgO با قیمت رقابتی تجاری چالش اصلی کل سیمان MgO است. در حال حاضر، اکثریت MgO از کلسینه کردن منیزیت در چین سرچشمه می‌گیرد که در آن ذخایر این ماده نسبت به اندازه بازار جهانی سیمان بسیار کم است.

### سیمان‌های شیمیایی
انواع مختلفی از سیمان‌های شیمیایی تولید شده‌است. بسیاری از این محصولات انحصاری هستند و جزئیات ساخت و نحوه عملکرد آنها اغلب به راحتی در دسترس نیست.

#### سیمان اکسی کلرید منیزیم (سورِل)
اکسی کلرید منیزیم یا سیمان Sorel از مخلوط کردن پودر اکسید منیزیم (منیزیم) با محلول غلیظ کلرید منیزیم ساخته می‌شود. سیمان سورل، برای تخلخل معین، استحکام مکانیکی بهتری نسبت به سیمان پرتلند معمولی دارد. مکانیسم اتصال در این سیمان مشابه سیمان گچی است. سیمان سورل همچنین چسبندگی قابل توجهی به نمک (کلرید سدیم) دارد. سیمان سورل در مواردی در کشورهای مستقل مشترک المنافع، به ویژه با سنگدانه‌های سیلیسی و آلومینیومی، به عنوان سیمان چاه نفت نسوز تا دمای ۸۵۰ درجه سلسیوس استفاده شده‌است. سیمان سورل به دلیل خاصیت ارتجاعی و مقاومت در برابر بارهای ساکن انباشته، بیشتر برای کفپوش‌های صنعتی مورد استفاده قرار می‌گیرد. معایب اصلی آنها ناپایداری ابعادی، مقاومت ضعیف در برابر یخبندان و عدم مقاومت در برابر عوامل جوی است؛ آنها به‌طور قابل توجهی محلول در آب هستند و محلول‌های خورنده آزاد می‌کنند.

#### سیمان اکسی سولفات منیزیم
سیمان اکسی سولفات منیزیم را می‌توان با افزودن محلول‌های کلرید منیزیم به سولفات‌های کلسیم یا مخلوط‌های فسفات کلسیم سولفات تولید کرد. سیمان‌های اکسی سولفات منیزیم تشکیل شده را می‌توان نوعی از سیمان‌های سورل در نظر گرفت. فسفات‌ها، در صورت وجود، خواص رئولوژیکی خمیر سیمان و مقاومت آنها در برابر آب را بهبود می‌بخشند.

## شیمی ترکیبات سیمان
مواد سیمانی را با توجه به مکانیسم‌های گیرش و سخت شدن مربوطه می‌توان به دو دسته مجزا طبقه‌بندی کرد: سیمان‌های غیر هیدرولیک و سیمان‌های هیدرولیک. گیرش و سخت شدن سیمان هیدرولیک شامل واکنش‌های هیدراتاسیون است و بنابراین به آب نیاز دارد، در حالی که سیمان‌های غیر هیدرولیک فقط با گاز واکنش می‌دهند و می‌توانند مستقیماً در زیر هوا سفت شوند.

### سیمان هیدرولیک
تاکنون رایج‌ترین نوع سیمان، سیمان هیدرولیک است که با هیدراتاسیون مواد معدنی کلینکر هنگام افزودن آب، سخت می‌شود. سیمان‌های هیدرولیک (مانند سیمان پرتلند) از مخلوطی از سیلیکات‌ها و اکسیدها ساخته می‌شوند، چهار فاز معدنی اصلی کلینکر، که به اختصار در نماد شیمیدان سیمان نشان داده می‌شود، عبارتند از:
- C3S: الایت (3CaO·SiO2)؛
- C2S: بلایت (2CaO·SiO2)؛
- C3A: تری‌کلسیم آلومینات (3CaO·Al2O3) (در گذشته به آن سلایت می‌گفتند)؛
- C4AF: براون میلریت (4CaO·Al2O3·Fe2O3).

سیلیکات‌ها مسئول خواص مکانیکی سیمان هستند - آلومینات تری‌کلسیم و براون میلریت برای تشکیل فاز مایع در طی فرایند تف‌جوشی کلینکر در دمای بالا در کوره ضروری هستند. شیمی این واکنش‌ها کاملاً مشخص نیست و هنوز موضوع تحقیق است.
ابتدا سنگ آهک (کربنات کلسیم) برای حذف کربن آن سوزانده می‌شود و در واکنشی که به عنوان واکنش کلسیناسیون شناخته می‌شود، آهک (اکسید کلسیم) تولید می‌شود. این واکنش شیمیایی منفرد یکی از عوامل اصلی انتشار جهانی دی‌اکسید کربن است.
{\displaystyle {\ce {CaCO3 -> CaO + CO2}}}
آهک با دی‌اکسید سیلیکون واکنش داده و دی کلسیم سیلیکات و تری کلسیم سیلیکات تولید می‌کند.
{\displaystyle {\ce {2CaO + SiO2 -> 2CaO.SiO2}}}
{\displaystyle {\ce {3CaO + SiO2 -> 3CaO.SiO2}}}
آهک همچنین با اکسید آلومینیوم واکنش داده و تری کلسیم آلومینات را تشکیل می‌دهد.
{\displaystyle {\ce {3CaO + Al2O3 -> 3CaO.Al2O3}}}
در مرحله آخر، اکسید کلسیم، اکسید آلومینیوم و اکسید آهن با هم واکنش می‌دهند و سیمان را تشکیل می‌دهند.
{\displaystyle {\ce {4CaO + Al2O3 + Fe2O3 -> 4CaO.Al2O3.Fe2O3}}}

### سیمان غیر هیدرولیک
شکل کمتر رایج سیمان، سیمان غیر هیدرولیک است، مانند آهک مرده (اکسید کلسیم مخلوط شده با آب)، در اثر کربناته شدن در تماس با دی‌اکسید کربن، که در هوا وجود دارد، سخت می‌شود. ابتدا اکسید کلسیم (آهک) از کربنات کلسیم (سنگ آهک یا گچ) با کلسینه کردن در دمای بالاتر از ۸۲۵ درجه سلسیوس به مدت حدود ۱۰ ساعت در فشار اتمسفر تولید می‌شود:
{\displaystyle {\ce {CaCO3 -> CaO + CO2}}}
سپس اکسید کلسیم در مخلوط کردن آن با آب صرف می‌شود (کاهش می‌یابد) تا آهک مرده (هیدروکسید کلسیم) ساخته شود:
{\displaystyle {\ce {CaO + H2O -> Ca(OH)2}}}
هنگامی که آب اضافی به‌طور کامل تبخیر شد (این فرایند از نظر فنی گیرش (setting) نامیده می‌شود)، کربناسیون شروع می‌شود:
{\displaystyle {\ce {Ca(OH)2 + CO2 -> CaCO3 + H2O}}}
این واکنش کند است، زیرا فشار جزئی دی‌اکسید کربن در هوا کم است (~ ۰٫۴ میلی بار). واکنش کربناته مستلزم آن است که سیمان خشک در معرض هوا قرار گیرد، بنابراین آهک خشک شده یک سیمان غیر هیدرولیکی است و نمی‌توان آن را در زیر آب استفاده کرد. این فرایند چرخه آهک نامیده می‌شود.

## انواع سیمان

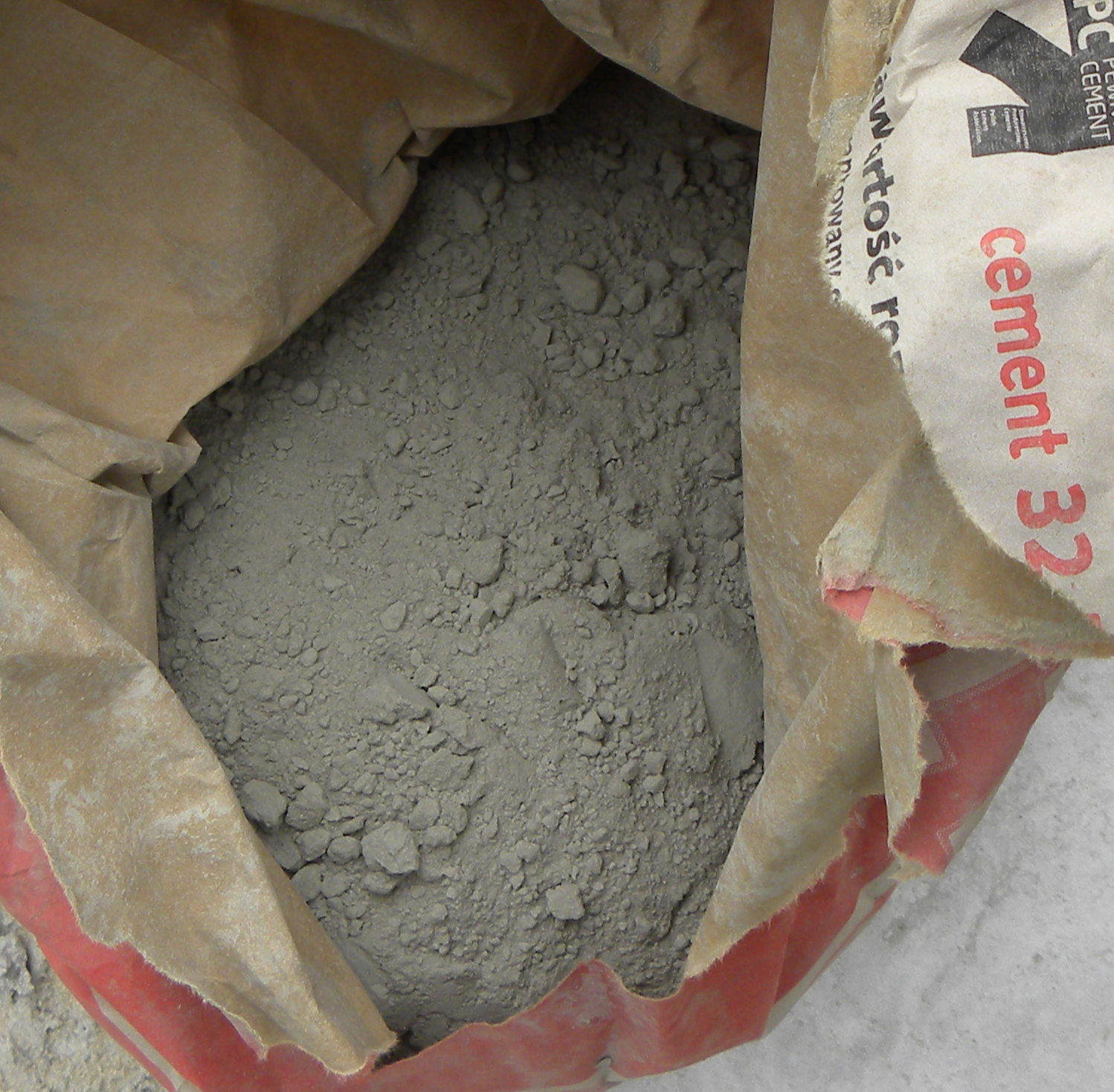
سیمان

سیمان پرتلند تیپ I
سیمان پرتلند تیپ II
سیمان پرتلند تیپ III
سیمان پرتلند تیپ IV
سیمان پرتلند تیپ V
سیمان پوزولان
سیمان آمیخته
سیمان برقی (پرآلومین)
سیمان رنگی
سیمان سفید
سیمان سرباره‌ای ضد سولفات
سیمان پرتلند آهکی
سیمان بنائی
سیمان نسوز
سیمان چاه نفت
سیمان پرتلند ضدآب
سیمان گوگردی
سیمان باگیرش تنظیم شده